# ۱۱۹ (میلادی)
۱۱۹ (میلادی) صد  و نوزدهمین سال تقویم میلادی است.

## درگذشتگان
‎